# Dombeya ficulnea
Dombeya ficulnea es una especie de árbol endémico  de La Reunión, común en los bosques de Les Hauts, entre los 700 y 2000 m de altitud.

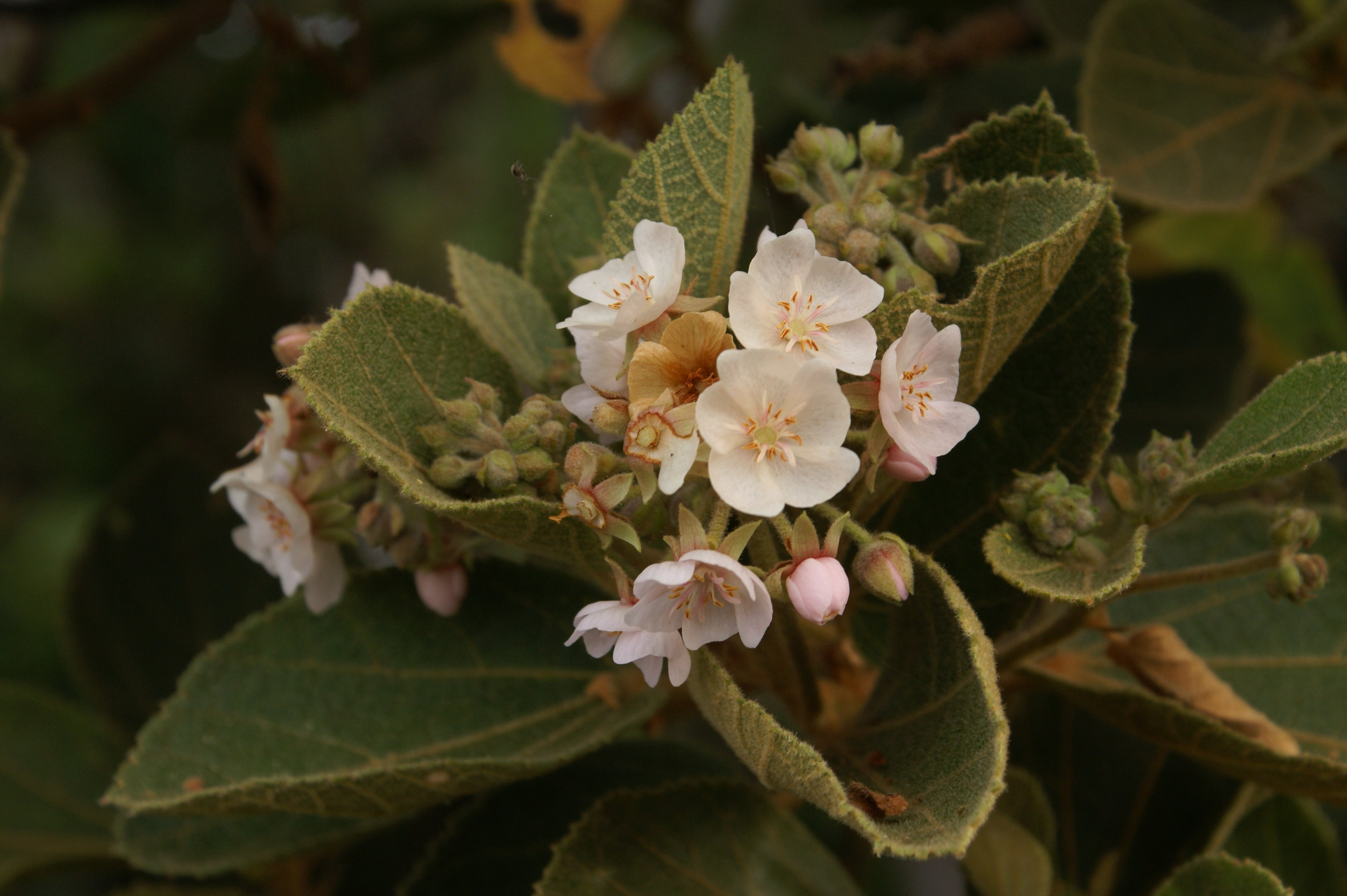
Flores

## Descripción
Puede alcanzar los diez metros de altura. Está muy ramificada y tiene una forma de cúpula. La corteza está marcada con bandas blancas cruzadas.
Entre las diferentes especies de Mahot, es la que tiene las hojas más pequeñas. Son ovaladas, algo coriáceas y de color verde en dos tonos por encima y por debajo de color rojizo, debido a la presencia de pequeños pelos rojos dispersos en la parte superior y denso en la parte inferior. Las flores son abundantes, agrupadas en umbelas, son de color blanco con tonos rosa.

## Taxonomía
Dombeya ficulnea fue descrita por Henri Ernest Baillon  y publicado en Bulletin Mensuel de la Société Linnéenne de Paris 1: 488. 1885.
Etimología
Dombeya: nombre genérico que fue nombrado por Joseph Dombey (1742-1794), un botánico y explorador francés en América del Sur, que participó en la Expedición Botánica al Virreinato del Perú (1777-1788), la cual abandonó por discrepancias con su director Hipólito Ruiz y embrolló a los científicos y los gobiernos de Francia, España e Inglaterra durante más de dos años.
ficulnea: epíteto
Sinonimia
- Dombeya punctata Cav. (1787)
- Dombeya pervillei Baill. (1885)
- Dombeya punctata var. pervillei (Baill.) Arènes (1958)
- Dombeya lancea Cordem. (1895)[2]